# Luís Ferreira de Figueiredo
Luís Ferreira de Figueiredo (Viseu, 5 de Maio de 1847/1850 - 2 de Janeiro de 1933) foi um político monárquico português.

## Biografia
Bacharel formado em Medicina e Licenciado em Medicina e em Teologia pela Faculdade de Medicina e pela Faculdade de Teologia da Universidade de Coimbra. Foi Proprietário e Médico.
Exerceu, em várias ocasiões, o cargo de Presidente da Câmara Municipal da sua cidade natal de Viseu, Irmão e Provedor da Santa Casa da Misericórdia, foi, também, Professor e Reitor do Liceu e Professor do Seminário Maior de Viseu, Chefe Local do Partido Progressista, Conselheiro de Sua Majestade Fidelíssima, e, em 1918, por Viseu, foi eleito Deputado ou Senador monárquico na Primeira República Portuguesa, nas Listas Monárquicas, etc.
Foi eleito Deputado às Cortes em 1884, pelo Círculo Eleitoral Uninominal de Moimenta da Beira para a Legislatura de 1884-1887, tendo prestado juramento a 7 de Janeiro de 1885. Pertenceu ao Partido Regenerador, que ocupava o Poder nessa altura. Foi eleito para as Comissões Parlamentares de Saúde Pública e de Obras Públicas. As suas intervenções parlamentares foram reduzidas, devido à natural timidez de quem entra pela primeira vez no Parlamento. Falou, apenas, de questões ligadas ao seu Círculo Eleitoral e ao Distrito de Viseu, do qual foi Governador Civil nos períodos de 26 de Novembro de 1904 a 22 de Março de 1906 e de 23 de Junho de 1908 a 25 de Junho de 1910, se bem que, neste período, predominasse a influência do Partido Progressista, o que permitirá supor que poderá ter alterado a sua filiação política no final da Monarquia.
Pelos seus ideais monárquicos, foi preso a 25 de outubro de 1913, juntamente com o seu filho homónimo, recuperando a liberdade com a amnistia de 21 de fevereiro do ano seguinte.

## Dados genealógicos
Filho de José Ferreira de Figueiredo e de sua mulher Maria do Nascimento Ferreira, naturais de Viseu.
Casou em Viseu, a 10 de Agosto de 1882, com Maria de Melo de Lemos e Alvelos Castel-Branco (Viseu, 2 de Junho de 1863 - Viseu, 27 de Junho de 1939), senhora da Casa do Serrado, em Viseu, e da Casa de Corvos à Nogueira, etc., filha de Francisco de Assis de Melo Lemos e Alvelos, 1.º Visconde do Serrado, e de sua mulher e prima-irmã Cassilda Cândida da Costa Castel-Branco.
Teveː
- Dr. Luís Fructuoso de Melo Ferreira de Figueiredo, natural de Viseu[4].

- Maria de Melo de Lemos e Alvelos Ferreira de Figueiredo (Viseu, 24 de Novembro de 1885 - Viseu, 24 de Novembro de 1922), casada em Viseu a 1 de Setembro de 1918 com o Dr. Luís Afonso Viana de Lemos (Lousã, Lousã, 10 de Janeiro de 1896 - Coimbra, 11 de Outubro de 1977), Juiz de Direito, Senhor da Casa do Cabo em Cernache, Coimbra, filho de Luís Eugénio Gonçalves Viana de Lemos e de sua mulher e prima Maria Joana de Lemos, de quem teve duas filhas:
  - Eugénia Maria Viana Ferreira de Melo de Lemos e Alvelos (Viseu, 22 de Fevereiro de 1920 - Viseu, Santa Maria de Viseu, Casa do Serrado, 25 de Janeiro de 2013), Fidalga de Cota de Armas partidas de de Lemos e de Alvelos, Senhora da Casa do Serrado, em Viseu, da Casa de Corvos à Nogueira e da Casa do Cabo em Cernache, condecorada com a Medalha ou Cruz de Honra Pro Ecclesia et Pontifice, solteira e sem geração
  - Maria de Melo de Lemos e Alvelos Ferreira de Figueiredo Viana (24 de Novembro de 1922 - Abril de 2013), casada em Viseu, na Capela da Casa do Serrado, na presença do 80.º Bispo de Viseu D. José da Cruz Moreira Pinto, a 2 de Setembro de 1948 com Leopoldo de Morais da Cunha Matos (Coimbra, Sé Nova, 27 de Abril de 1923 - 12 de Novembro de 2018), com geração